# Shapour Reporter
Pour les articles homonymes, voir Reporter (homonymie).
Shapour Reporter ou Sir Shapour Reporter KBE (26 février 1921 à Téhéran - 23 décembre 2013 à Londres) était un agent de renseignement britannique en Iran, qui eut un rôle important lors du coup d'État iranien de 1953 contre le premier ministre de l'époque, Mohammad Mossadegh , bien qu'aucune source ne précise la nature de son rôle.

## Biographie
Shapoor Reporter est né à Téhéran en 1920. Son père, Ardeshir Reporter, était un Parsi indien et un agent des services de renseignement britanniques, qui quitta Bombay pour Téhéran en 1893 en tant qu'agent des Parsis. Il développa des liens d'amitié avec la légation britannique et commença à travailler pour ces derniers. 
Scolarisé à Westminster et au Kings College, Shapour Reporter est diplômé en science politique et en littérature. En 1943, Shapour Reporter est envoyé en Inde pour mettre en place les programmes de Radio Delhi diffusés en persan. En 1945, il est envoyé servir au Bahreïn, et après un an, envoyé en Chine.
En 1947, Shapour Reporter est envoyé à Téhéran pour servir en tant que secrétaire du premier ambassadeur de l'Inde à Téhéran. Au cours de la nationalisation pétrolière en Iran, il devint adjoint à l'ambassadeur des États-Unis Loy W. Henderson pour trois ans, ue période au cours de laquelle il joua un rôle dans le coup d'État militaire. Aucune source n'explique expressément quel fut son rôle, les archives des services secrets britanniques étant toujours closes. Cependant, il fut plus tard nommé à un poste dans le département d'État américain et reçut la citoyenneté américaine par la secrétaire d'État américaine pour « ses brillants services rendus à la cause commune. » Puis il fut nommé officier de liaison avec Mohammad Reza Pahlavi, le shah d'Iran.
Shapour Reporter devint Chevalier Commandeur de l'ordre de l'Empire britannique en 1972, peu de temps après servi en tant qu'intermédiaire dans une vente d'armes de 100 millions de £ en provenance du Royaume-Uni pour l'Iran, pour lequel il reçut également 1 million de £ du ministère de la Défense du Royaume-Uni . Lors d'un procès de pots-de-vin à Londres en 1976, il fut décrit comme « M. Fixit » (« Mr. Répare ») et accusé d'avoir reçu une commission de 1 million de £ sur une vente d'armes.